# Iutlanda

Iutlanda

Iutlanda (daneză Jylland) este o peninsulă în Europa de Nord, formată din partea neinsulară a Danemarcei și partea nordică a Germaniei, despărțind Marea Nordului de Marea Baltică. Este un teren în general plat, cu mici dealuri. 
⅔ din partea nordică a peninsulei este ocupată de partea vestică a Regatului Danemarcei. Porțiunea daneză are o suprafață de 29.775 km² și o populație de 2.491.852 locuitori (2004). Nu există un nume propriu părții daneze a peninsulei, fiind numită simplu Iutlanda. Partea cea mai nordică a Iutlandei a devenit insulă, în urma unei inundații care a avut loc în 1825; actualmente Limfjord separă insula numită acum Nørrejyske Ø ("Insula Nord-Iutlandică")  de teritoriul peninsulei Iutlanda, fiind considerată însă parte a peninsulei, deși este o regiune propriu-zisă a Danemarcei, cu numele de Regiunea Nordjylland.  
Treimea sudică a peninsulei este formată din landul german Schleswig-Holstein, care de-a lungul timpului a trecut din posesia diverșilor conducători danezi la cei germani și înapoi.

## Istoric
Iutlanda tradus din limba daneză înseamnă o parte din „Peninsula Cimbrilor”. Denumirea se trage de la numele poporului vest-germanic „jüt” care a migrat împreună cu saxonii și anglii în secolul al V-lea pe insula britanică. Cei rămași formează grupul danezilor de nord. În Iutlanda au trăit înaintea erei noastre cimbrii și teutonii care au emigrat în secolul I î.e.n. spre sud spre Germania, Franța, Elveția și Spania de azi. Orașul cel mai important în Iutlanda este orașul Århus situat la altitudinea de 171 m deasupra n.m. altitudinea cea mai înaltă din Danemarca. Râul Gudenå, care curge prin Iutlanda, are o lungimea de 176 km. Râul Gudenå și  Eider (188 km) sunt cele mai lungi râuri din Danemarca.

## Orașele principale

### Danemarca

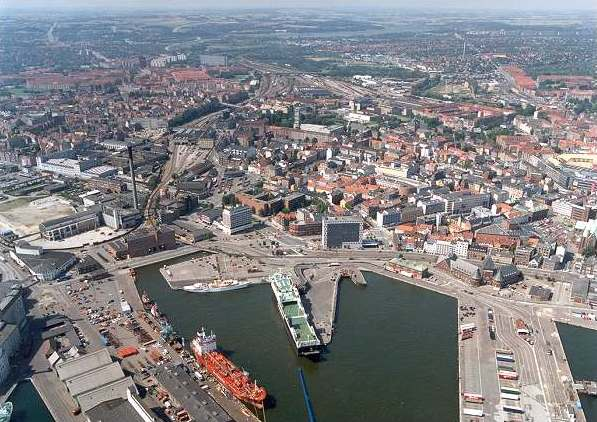
Århus cel mai mare oraș în partea danezǎ

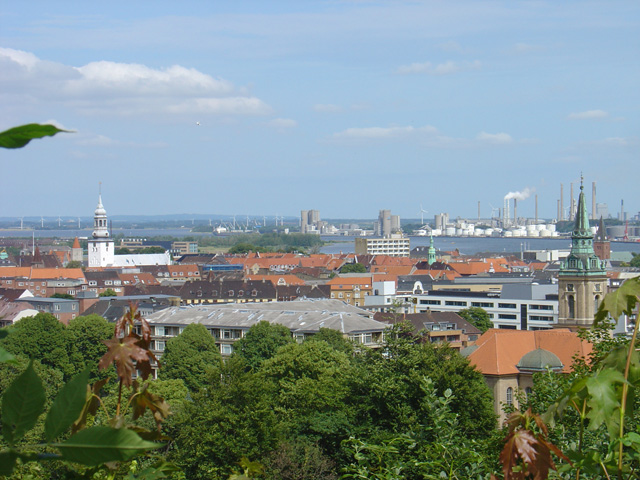
Aalborg din partea danezǎ

| - Aabenraa (ger. Apenrade) - Aalborg - Århus - Assens - Billund - Brønderslev - Ebeltoft - Esbjerg - Fåborg - Fredericia - Frederikshavn - Grenaa - Grindsted | - Haderslev (ger. Hadersleben) - Hanstholm - Herning - Hirtshals - Hjørring - Holstebro - Horsens - Kolding - Middelfart - Nyborg - Odense - Randers - Ribe (dt. Ripen) | - Ringkøbing - Silkeborg - Skanderborg - Skagen - Skive - Sønderborg (ger. Sonderburg) (amplasat pe Insula Alsen) - Struer - Svendborg - Thisted - Tønder (ger. Tondern) - Vejle - Viborg |

### Germania

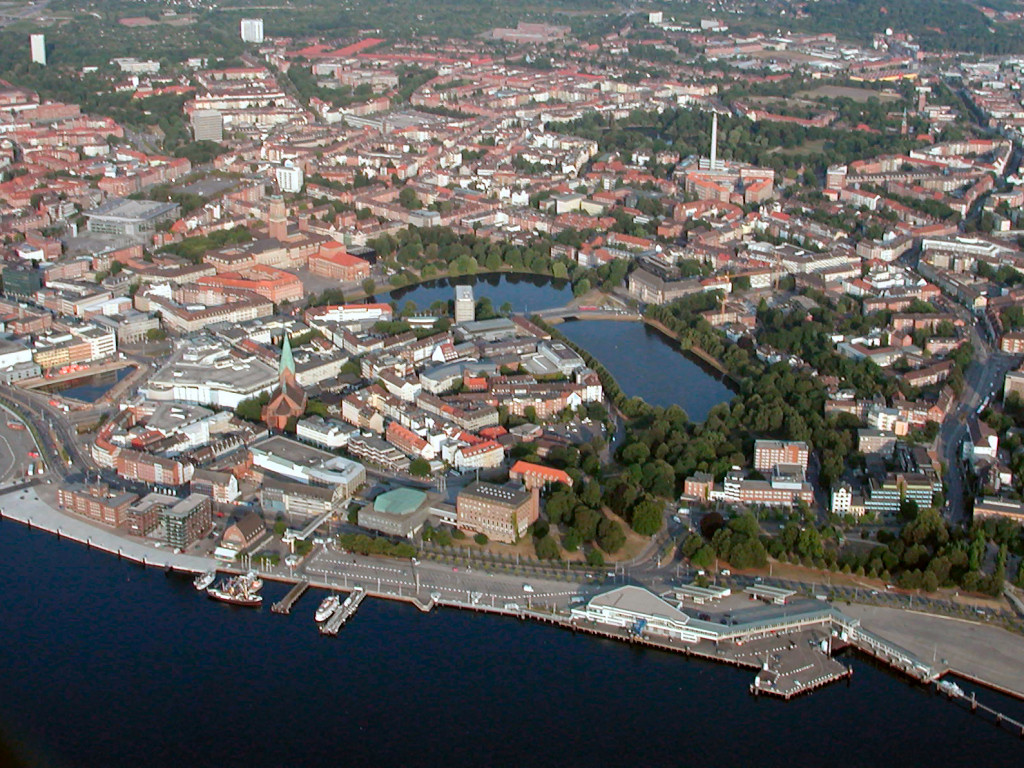
Kiel cel mai mare oraș în partea germanǎ

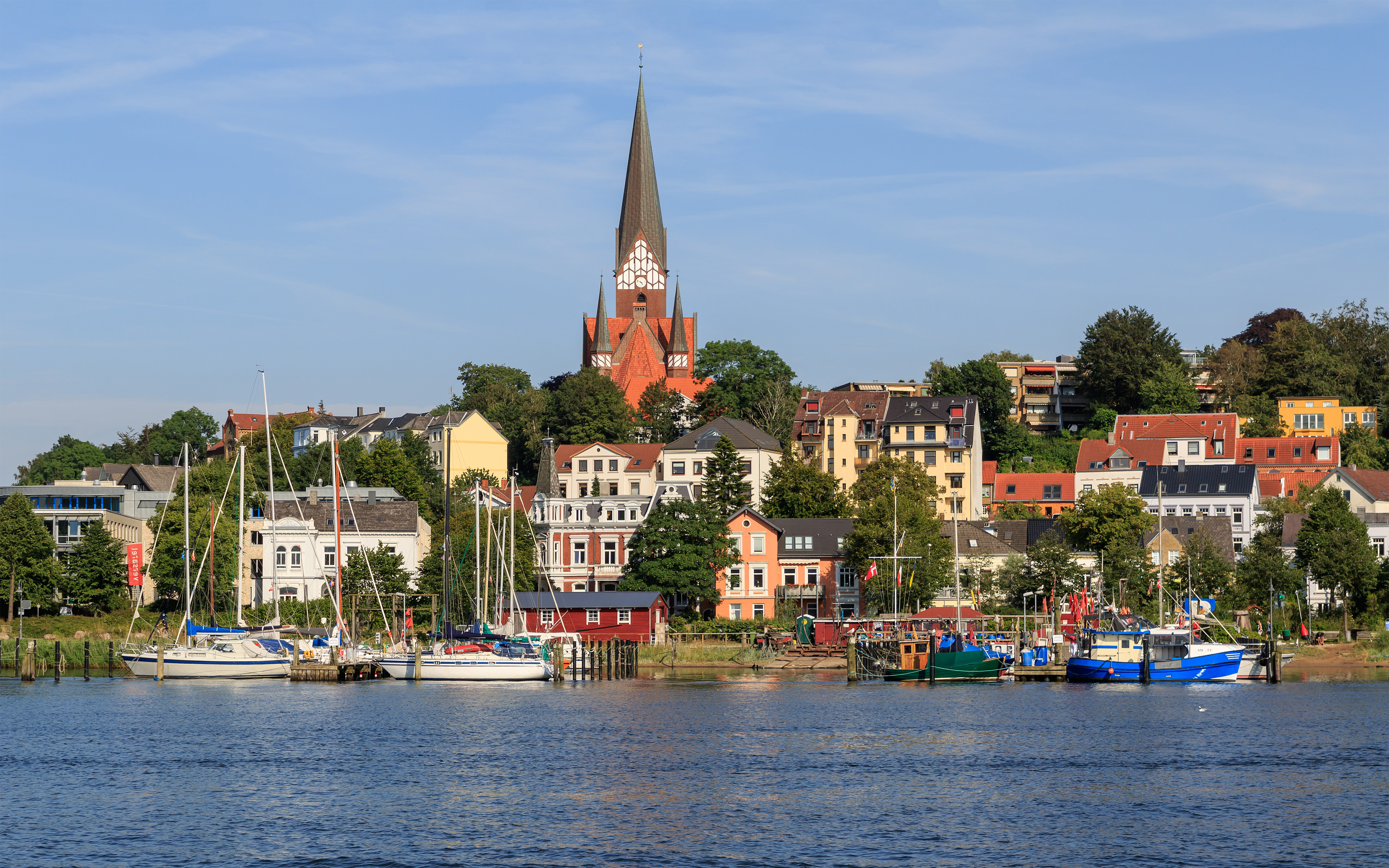
Flensburg din partea germanǎ

| - Arnis - Bredstedt - Büdelsdorf - Eckernförde - Fehmarn - Flensburg | - Friedrichstadt - Garding - Glücksburg - Husum - Kappeln - Kiel (nordöstliche Stadtteile) | - Niebüll - Rendsburg (nördliche Stadtteile) - Schleswig - Tönning - Westerland (auf Sylt) - Wyk auf Föhr |